# Fehu

Fehu

Fehu (ᚠ) ist die erste Rune des älteren Futhark und der altnordischen Runenreihe mit dem Lautwert /f/. Der rekonstruierte urgermanische Runenname bedeutet ‚Vieh; Viehstück, Fahrnis; Wohlstand‘ und erscheint in den Runengedichten als altnordisch fé ‚Vieh, Besitz, Geld‘, altenglisch feoh ‚Vieh, Besitz, Geld, Vermögen‘ und gotisch faíhu ‚Geld‘. Solch eine Entsprechung zwischen allen Runengedichten (s. u.) und auch dem gotischen Buchstabennamen ist ungewöhnlich.

## Runengedichte
Der Name der Rune ist in drei der überlieferten Runengedichten zu finden und wird im altschwedischen Runengedicht und im Abecedarium Nordmannicum erwähnt.
| Runengedicht | Deutsche Übersetzung                                                                                                 |
| Altnorwegisch Fé vældr frænda róge; føðesk ulfr í skóge.                                                                        | Wohlstand ist eine Quelle für Zwist zwischen Verwandten; Der Wolf lebt im Wald.                                      |
| Altisländisch Fé er frænda róg ok flæðar viti ok grafseiðs gata aurum fylkir.                                                   | Wohlstand ist eine Quelle für Zwist zwischen Verwandten und das Feuer des Meeres und der Pfad der Schlange.          |
| Angelsächsisch Feoh byþ frofur fira gehwylcum; sceal ðeah manna gehwylc miclun hyt dælan gif he wile for drihtne domes hleotan. | Wohlstand ist angenehm für alle; dennoch muss jeder ihn frei gewähren, wenn er Ehre im Auge des Herrn gewinnen will. |

## Zeichenkodierung
| Standard  | Standard    | Fehu (ᚠ)                    |
| --------- | ----------- | --------------------------- |
| Unicode   | Codepoint   | U+16A0                      |
| Unicode   | Name        | RUNIC LETTER FEHU FEOH FE F |
| UTF-8     | UTF-8       | E1 9A A0                    |
| XML/XHTML | dezimal     | &#5792;                     |
| XML/XHTML | hexadezimal | &#x16A0;                    |